# Crazy Horse
För andra betydelser, se Crazy Horse (olika betydelser).
Crazy Horse (lakota: Tȟašúŋke Witkó [tχaˈʃʊ̃kɛ witˈkɔ] ’hans häst är galen’), född omkring 1840, död 5 september 1877 vid Fort Robinson, Nebraska, var uramerikansk ledare för lakotastammen oglala.
Han var en av ledarna under det stora siouxkriget 1876–77. Han besegrade general George Crook i en strid, och ledde senare frontangreppet under slaget vid Little Bighorn den 25 juni 1876, då uramerikanerna besegrade general George Armstrong Custer och dödade 235 av hans 611 soldater. Efter ytterligare något års strider kapitulerade han 1877, tillsammans med sin styrka om 2 000 man. Efter att ha misstänkts för nya upprorsplaner tillfångatogs han senare och dödades vid ett flyktförsök.
I South Dakota håller man sedan 1948 på att tillverka en stor staty av honom uthuggen i ett berg, Crazy Horse Memorial. Monumentet ska bli större än Mount Rushmore, och om det blir färdigt blir det världens näst högsta staty, med en bredd av 195 meter och en höjd av 172 meter.

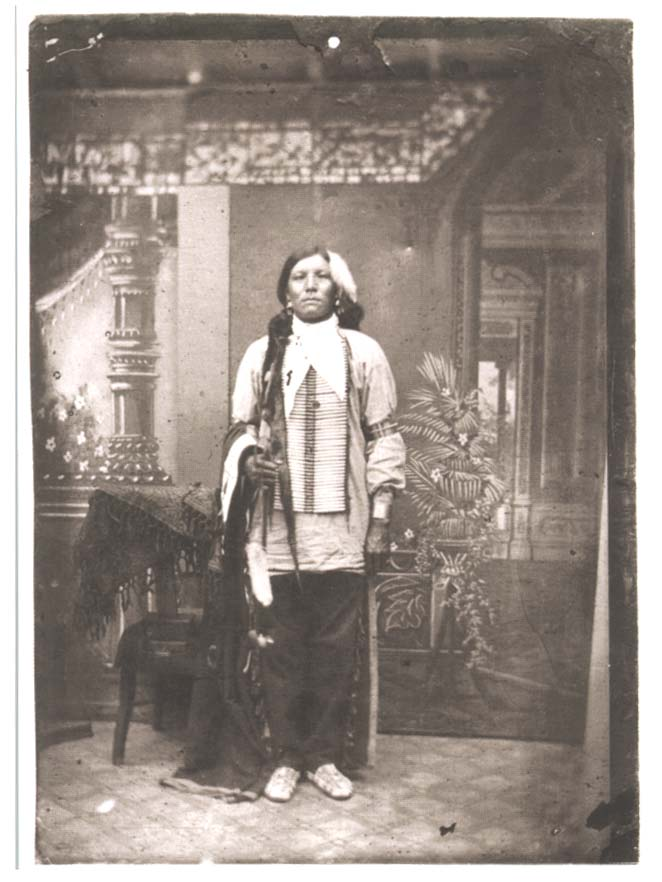
Fotografi från 1877 som tidigare ansågs föreställa Crazy Horse, men som numera är kraftigt ifrågasatt. Bilden föreställer med all sannolikhet en annan person.

Inget fotografi på Crazy Horse är känt. Mannen på bilden antogs länge vara den berömde hövdingen, men numera är den teorin förlegad.